# Fritz Haarmann
Fritz Haarmann, właśc. Friedrich Haarmann (ur. 25 października 1879 w Hanowerze, zm. 15 kwietnia 1925 tamże) – niemiecki seryjny morderca nazwany rzeźnikiem z Hanoweru. Razem ze swym partnerem Hansem Gransem dokonywali morderstw na nastoletnich chłopcach.

## Życiorys

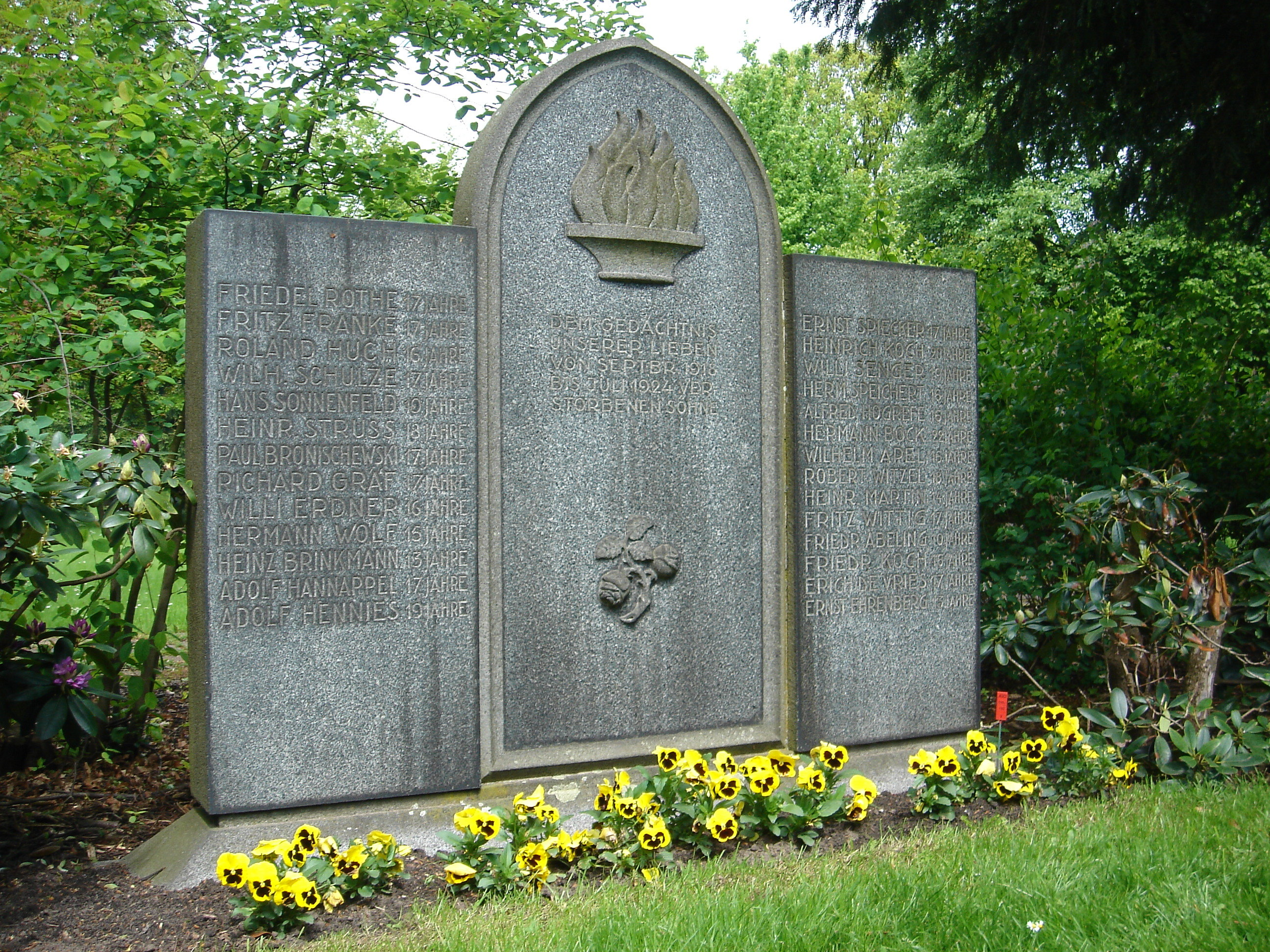
Zbiorowy grób ofiar na hanowerskim cmentarzu Stadtfriedhof Stöcken

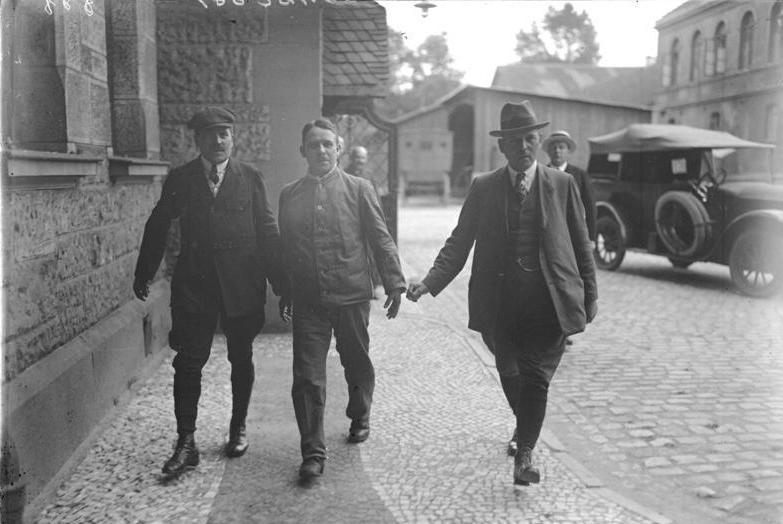
Fritz Haarmann (w środku) w okresie procesu sądowego, grudzień 1924

Jego ojciec był palaczem lokomotywowym, znanym dzięki swemu usposobieniu jako „Posępny Olle”, matką zaś kobieta kaleka i niezaradna, o 7 lat starsza od swojego męża. Miała 41 lat w chwili narodzin Fritza. Haarmann był najmłodszym z sześciorga rodzeństwa. Był osobą homoseksualną. W wieku 16 lat został posłany do szkoły wojskowej w Neu Breisach. Jednak po miesiącu, ze względu na to, iż chorował na epilepsję, został wyrzucony.
Pierwsze szczątki ludzkie znalazły 17 maja 1924 roku dzieci, bawiące się na brzegu rzeki w okolicach zamku Herrenhausen. Była to ludzka czaszka. Następna została znaleziona dwanaście dni później, a kolejne 13 czerwca. Badanie wykazało, że głowy były odcięte od reszty ciała przy pomocy ostrego narzędzia, a następnie obdarte ze skóry i mięśni. Początkowo podejrzewano, że odnalezione ludzkie szczątki pochodzą z instytutu anatomii w Getyndze lub zostały porzucone przez złodziei grobów. Jednak te przypuszczenia zostały wkrótce obalone, gdyż znaleziono worek z ludzkimi kośćmi, a odnalezione szczątki zaczęto kojarzyć z zaginięciami chłopców i młodych mężczyzn. Badania kości i czaszek udowodniły, że w większości należały one do osób w wieku od 10 do 22 lat.
W kolejną czerwcową niedzielę setki mieszkańców rozpoczęło przeszukiwania Starego Miasta i okolic rzeki Leine. Odnaleziono ponad 500 kawałków ludzkiego ciała (pochodziły od przynajmniej 22 ofiar). Zaczęto mówić o wilkołaku i pożeraczu ludzi. Policja rozpoczęła zakrojone na szeroką skalę dochodzenie, sprawdzano środowiska kryminalne, jak i homoseksualne. W wyniku śledztwa wyłoniono podejrzanego: Friedricha (Fritza) Haarmanna. Był on znanym policji sprzedawcą ubrań i mięsa.
Fritz Haarmann długo unikał konsekwencji swoich czynów, ze względu na fakt, iż był konfidentem policji. Swoje ofiary zwabiał do mieszkania z rejonu dworca kolejowego. Jedną z jego ofiar był syn właścicielki domu, gdzie wynajmował mieszkanie. Haarmann sprzedawał na targu mięso z ciał swych ofiar, twierdząc, że to wieprzowina, czym zyskał przydomek Wilkołaka z Hannoveru. Nie miał wielu klientów, ludzie narzekali na dziwny, mdły smak sprzedawanego mięsa. Gdy zapytany, na sali sądowej ilu ich było (młodych chłopców), w ostatnim słowie, wzruszył ramionami i szepnął, że chyba ze 40. Obecnie szacuje się, że ofiar było około 50.
Fritz Haarmann został skazany na śmierć i stracony przez ścięcie gilotyną. Partner Fritza dostał wyrok 12 lat pozbawienia wolności.

## Ofiary Haarmanna
1. Friedel Rothe (lat 17) – zamordowany 27 września 1918.
2. Fritz Franke (lat 17) – zam. 12 lutego 1923.
3. Wilhelm Schulze (lat 17) – zam. 20 marca 1923.
4. Roland Huch (lat 16) – zam. 23 maja 1923.
5. Hans Sonnenfeld (lat 19) – zam. 31 maja 1923.
6. Ernst Ehrenberg (lat 13) – zam. 25 czerwca 1923.
7. Heinrich Struß (lat 18) – zam. 24 sierpnia 1923.
8. Paul Bronischewski (lat 17) – zam. 24 września 1923.
9. Richard Gräf (lat 17) – zam. 30 września 1923.
10. Wilhelm Erdner (lat 16) – zam. 12 października 1923.
11. Hermann Wolf (lat 15) – zam. 24 października 1923.
12. Heinz Brinkmann (lat 13) – zam. 27 października 1923.
13. Adolf Hannappel (lat 17) – zam. 10 listopada 1923.
14. Adolf Hennies (lat 19) – zam. 6 grudnia 1923.
15. Ernst Spiecker (lat 17) – zam. 5 stycznia 1924.
16. Heinrich Koch (lat 20) – zam. 15 stycznia 1924.
17. Willi Senger (lat 19) – zam. 2 lutego 1924.
18. Hermann Speichert (lat 16) – zam. 8 lutego 1924.
19. Hermann Bock (lat 22) – zam. 1 kwietnia 1924.
20. Alfred Hogrefe (lat 16) – zam. 8 kwietnia 1924.
21. Wilhelm Apel (lat 16) – zam. 17 kwietnia 1924.
22. Robert Witzel (lat 18) – zam. 26 kwietnia 1924.
23. Heinrich Martin (lat 14) – zam. 9 maja 1924.
24. Fritz Wittig (lat 17) – zam. 26 maja 1924.
25. Friedrich Abeling (lat 10) – zam. 26 maja 1924.
26. Friedrich Koch (lat 16) – zam. 5 czerwca 1924.
27. Erich de Vries (lat 17) – zam. 14 czerwca 1924.

## W kulturze popularnej
Historia Fritza Haarmanna w została sparafrazowana w piosence zespołu T.Love pt. Kiełbasy Harmanna z albumu King. W powieści Margit Sandemo, Fritz Haarmann, najwierniejszy sługus Tengela Złego, seryjny gwałciciel i morderca chłopców z Hannoveru...Jego duch został potem zlikwidowany przez Marca Lind z Ludzi Lodu, syna Lucyfera.
W powieści Saga o ludziach lodu wciela się w postać Lynxa żeby ukryć swoje prawdziwe imię.